# Engidotea cristata
Engidotea cristata là một loài chân đều trong họ Idoteidae. Loài này được Poore & Lew Ton miêu tả khoa học năm 1993.